# Муштаярви
Муштаярви — озеро на территории Паданского сельского поселения Медвежьегорского района Республики Карелии.

## Общие сведения
Площадь озера — 1,3 км². Располагается на высоте 121,2 метров над уровнем моря.
Форма озера овальная: вытянуто с севера на юг. Берега полностью заболоченные.
Из озера вытекает ручей, впадающий в Сяргозеро, которое протокой соединяется с Сонозером, через которое течёт река Волома, впадающая в Сегозеро.
Код объекта в государственном водном реестре — 02020001111102000007802.